# Tom Jones (Philidor)
Tom Jones es una comédie mêlée d'ariettes, un tipo de opéra comique con música de François-André Danican Philidor y libreto en francés de Antoine-Alexandre-Henri Poisenet y Bertin Davesne, basada vagamente en la novela epónima de Henry Fielding. Se estrenó en la Comédie Italienne de París el 27 de febrero de 1765.[cita requerida]
La obra fue inicialmente un fracaso, pero Philidor hizo que Michel-Jean Sedaine revisara el libreto, y esta nueva versión, estrenada el 30 de enero de 1766, llegó a ser una de las más populares opéras comiques de finales del siglo XVIII. Se produjo en otros países, y se tradujo al alemán, al sueco y al ruso.[cita requerida]
Es una ópera poco representada en la actualidad; en las estadísticas de Operabase, aparece con sólo una representación en el período 2005-2010.

## Personajes
| Personaje                   | Tesitura      | Reparto del estreno, 27 de febrero de 1765 (Director:) |
| --------------------------- | ------------- | ------------------------------------------------------ |
| Monsieur Western            | bajo          | Joseph Caillot                                         |
| Madame Western, su hermana  | mezzosoprano  | Bérard                                                 |
| Sophie, su hija             | soprano       | Desglands                                              |
| Honora, su acompañante      | soprano       | Marie-Thérèse Laruette-Villette                        |
| Alworthy, su vecino         | tenor         | Antoine Trial                                          |
| Tom Jones, su tutelado      | tenor         | Jean-Baptiste Guignard, 'Clairval'                     |
| Blifil, sobrino de Alworthy | tenor         | Jean-Louis Laruette                                    |
| Quaker Dowling              | papel hablado |                                                        |

## Sinopsis
Acto I. Mientras trabajan en el jardín, Sophie y su acompañante Honora hablan sobre el estado melancólico de la primera. Honora sospecha que está enamorada de Tom Jones, el hijo adoptivo del acaudalado filántropo Alworthy. Mme. Western, tía de Sophie, también sospecha, pero cree interesadamente que el objeto de su deseo es Blifil, sobrino de Alworthy y heredero de su inmensa fortuna. Cuando M. Western llega de una partida de caza, Mme. Western lo suma a su plan para casar a ambos jóvenes. M. Western accede, entusiasmado por la idea de emparentarse con Alworthy, pese al afecto que siente por Tom Jones.
M. Western convoca a Alworthy y le comunica el amor que su sobrina Sophie siente por Blifil. Éste autoriza la boda, sorprendido no obstante por la elección de Sophie, y se dispone a organizar la boda, que tendrá lugar en tres días. Mme. Western comunica a Sophie la noticia de que se casará en breve "con aquél a quien ama". Sophie acepta encantada - creyendo que se trata de Jones-, pero cuando Mme. Western aclara el malentendido, rehúsa enfurecida.
Acto II. Dowling, amigo de Alworthy, inquiere al poco agraciado Blifil sobre el contenido de las cartas que oculta a su tío Alworthy. Blifil le informa que su remitente es la hermana de Alworthy, y que en ellas revela ser la madre de Jones. Blifil retiene esta información para asegurarse el matrimonio con Sophie, a sabiendas de que perdería todas las opciones frente a Jones en caso de que se conociera. Dowling le amenaza con revelar el secreto, pero Blifil le insta a esperar hasta después de la boda. Jones es informado por Honora del amor de Sophie y de su inminente matrimonio, que supone será con él como consorte. Poco después Mme. Western le aclara que el novio es Blifil.
M. Western intenta convencer a la joven para que acepte el matrimonio, resistiéndose a sus súplicas. Al no aceptar sus argumentos, Western pide a Jones que haga entrar en razón a la joven pero, una vez a solas, los jóvenes declaran su mutuo amor. Western que ha observado la escena ocultándose a ellos, expulsa a Jones de su hogar.
Acto III. En una posada donde unos actores ensayan una obra teatral, Jones y Dowling se encuentran por casualidad. Tras conocer lo sucedido, Dowling se propone ayudar a Tom. Huyendo de Western, Sophie y Honora llegan a la posada, y confunden el simulacro de los actores con el secuestro real de una mujer. Sophie da la voz de alarma y provoca un caos en el que se suma Tom, antes de reencontrase con su amada.
Western y Alworthy acuden a la posada, donde encuentran a Sophie y Jones en lo que aparenta ser un plan de huida. Llega después Biflil con la Justicia para hacer valer sus derechos. Pero Dowling revela el contenido de las cartas que Biflil ha ocultado a su tío: Jones es sobrino legítimo de Alworthy. Tras una pelea, Biflil es desheredado y Sophie y Jones pueden, finalmente, casarse.

## Números musicales
Acto I
- Overture. En Si bemol mayor.
- Duo "Que les devoirs que tu m'imposes" (Sophie, Honora). En Fa mayor.
- Ariette "Oui, toute la vie" (Honora). En Fa mayor.
- Ariette "Ah, j'aime assez cette finesse" (Mme Western). En Sol mayor.
- Ariette "D'un cerf dix cors, j'ai connaissance" (M Western). En Fa mayor.
- Ariette "Ah, quel plaisir je me promets" (M Western). En La mayor.
- Ariette "Ah, ma tante, je vous prie" (Sophie). En Si bemol mayor.
- Duo "No, rien me peut retenir" (Mme Western, Sophie). En Sol mayor.

Acto II
- Ariette "Amour, quelle est donc ta puissance" (Tom Jones). En Mi mayor.
- Ariette "La pauvre fillette a beau faire" (Honora). En La mayor.
- Ariette "Plus d'une fois, tandis qu'à la maison" (M Western). En Mi menor.
- Ariette "De l'opulence, de l'abondance" (Blifil). En Mi bemol mayor.
- Ariette "C'est à vous que je dois la vie" (Sophie). En Si bemol mayor.
- Duo "A ton pere, tu ne crains pas de déplaire?" (M Western, Sophie). En Do menor.
- Ariette "Vous voulez que je vous oublie?" (Tom Jones). En Fa mayor.
- Septuor "C'est vous mon pére" (Sophie, Tom Jones, M Western, Mme Western, Honora, Alworthy, Blifil). En Re mayor.

Acto III
- Symphonie. En Si bemol mayor.
- Coro de bebedores "Chantons, buyons, trinquons sans cesse" (Bebedores). En Mi bemol mayor.
- Ariette "Ami, qu'en mes bras je presse" (Tom Jones). En Fa menor.
- Recitativo "Me voilà sans témoins" y Ariette "O toi qui ne peux m'entendre" (Sophie). En Mi bemol mayor.
- Duo "Je vous retrouve, ma Sophie!" (Tom Jones, Sophie). En Sol mayor.
- Trio "Protégez son innocence" (Tom Jones, Sophie, Honora).
- Vaudeville "Je vous obtiens, vous qui m'ètes si chere" (Tom Jones, Sophie, Alworthy, Mme Western, Honora, M Western). En Si bemol mayor.

## Grabaciones
François-André Danican Philidor: Tom Jones, Opéra de Lausanne & Le Sinfonietta de Lausanne
- Director: Jean-Claude Malgoire
- Principales cantantes: Sébastien Droy, Sophie Marin-Degor, Marc Barrard, Sibyl Zanganelli, Carine Séchehaye, Rodolphe Briand, Léonard Pezzino & Guillaume Michel
- Fecha de la grabación: representada en 2005; grabada los días 17, 18 y 20 de enero de 2006
- Sello discográfico: Dynamic 33509 (DVD), CDS509 (CD)